# AS des Forces Armées Nigériennes
L'Association Sportive des Forces Armées Nigériennes o AS FAN és un club de futbol del Níger de la ciutat de Niamey.
És l'únic club de Níger que ha guanyat una competició internacional, el Campionat d'Àfrica Occidental de 1996.

## Palmarès
- Lliga nigerina de futbol:[2]

1971, 1975, 2010, 2016, 2017.
- Copa nigerina de futbol:[3]

1995, 2009, 2010.
- Supercopa nigerina de futbol:

2010
- Campionat d'Àfrica Occidental de futbol:

1996